# Авенида Доррего
Авенида Доррего (исп. Avenida Dorrego) — улица в городе Буэнос-Айрес, Аргентина. Получила имя в честь Мануэля Доррего (1787 - 1828), губернатора провинции Буэнос-Айрес.

## Путешествуя по улице
Начинаясь от улицы Авенида Варнес на границе районов Чакарита и Вилья-Креспо, является границей между этими двумя районами вплоть до железной дороги Ferrocarril General San Martín. В этом районе расположено много магазинов, продающих автозапчасти. Через 500 метров от Авенида Варнес, расположен Стадион Дон Леон Колбовский (Don León Kolbowsky) принадлежащий футбольному клубу Атланта. Ещё через 283 метра находится виадук, который был открыт 25 июня 2009 года, по которому автомобили проходят под железнодорожными путями железной дороги Ferrocarril General San Martín.
На пересечении с проспектом Авенида Корриентес расположены: Парк Лос-Андес, станция Чакарита железной дороги Ferrocarril General San Martín и станция метро Доррего линии метро B Буэнос-Айреса.
В районе Колехиалес, на углу проспекта Авенида Альварес Томас и Доррего находится Mercado de las Pulgas (Блошиный рынок). Это здание было реконструировано в 1988 году и действовало до декабря 2005 года. Власти города собираются реконструировать это здание, которое действовало с 1928 по 1981 годы в качестве фруктового и овощного рынка.
Далее по улице расположено здание 9 ТВ канала. На пересечении с улицей Парагвай находился филиал Хосе Леон Суарес и Бартоломе Митре железной дороги Ferrocarril Mitre, в настоящее время закрыт после начала строительства моста на улице Хорхе Ньюбери. Далее улица идёт в район Палермо, на пересечении с проспектом Авенида Санта-Фе рядом с виадуком Карранса расположена станция министр Карранса железной дороги Ferrocarril Mitre и станция метро Министро Карранса линии D.
Последний участок проспекта проходит через Парк Трес-де-Фебреро и комплекс Campo Argentino de Polo, ипподром Палермо, площадь Республики Эквадор, и заканчивается на улице Авенида Леопольдо Лугонес, в стороне от аэропорта Хорхе Ньюбери.
Из-за большого объема движения на проспекте Авенида Доррего на пересечении с Авенида Фигероа Алькорта правительство Буэнос-Айреса поручило компании AUSA строительство пешеходного моста через Авенида Доррего между Авенида Фигероа Алькорта и железной дорогой Ferrocarril General Bartolomé Mitre. Муниципальные власти открыли мост 19 декабря 2008 года, который 153 м в длину и ширину 3 метра.